# Pîtres
Pîtres is een gemeente in het Franse departement Eure (regio Normandië). De plaats maakt deel uit van het arrondissement Les Andelys. Pîtres telde op 1 januari 2022 2.572 inwoners.

## Geografie
De oppervlakte van Pîtres bedroeg op 1 januari 2022 10,97 vierkante kilometer; de bevolkingsdichtheid was toen 234,5 inwoners per km².

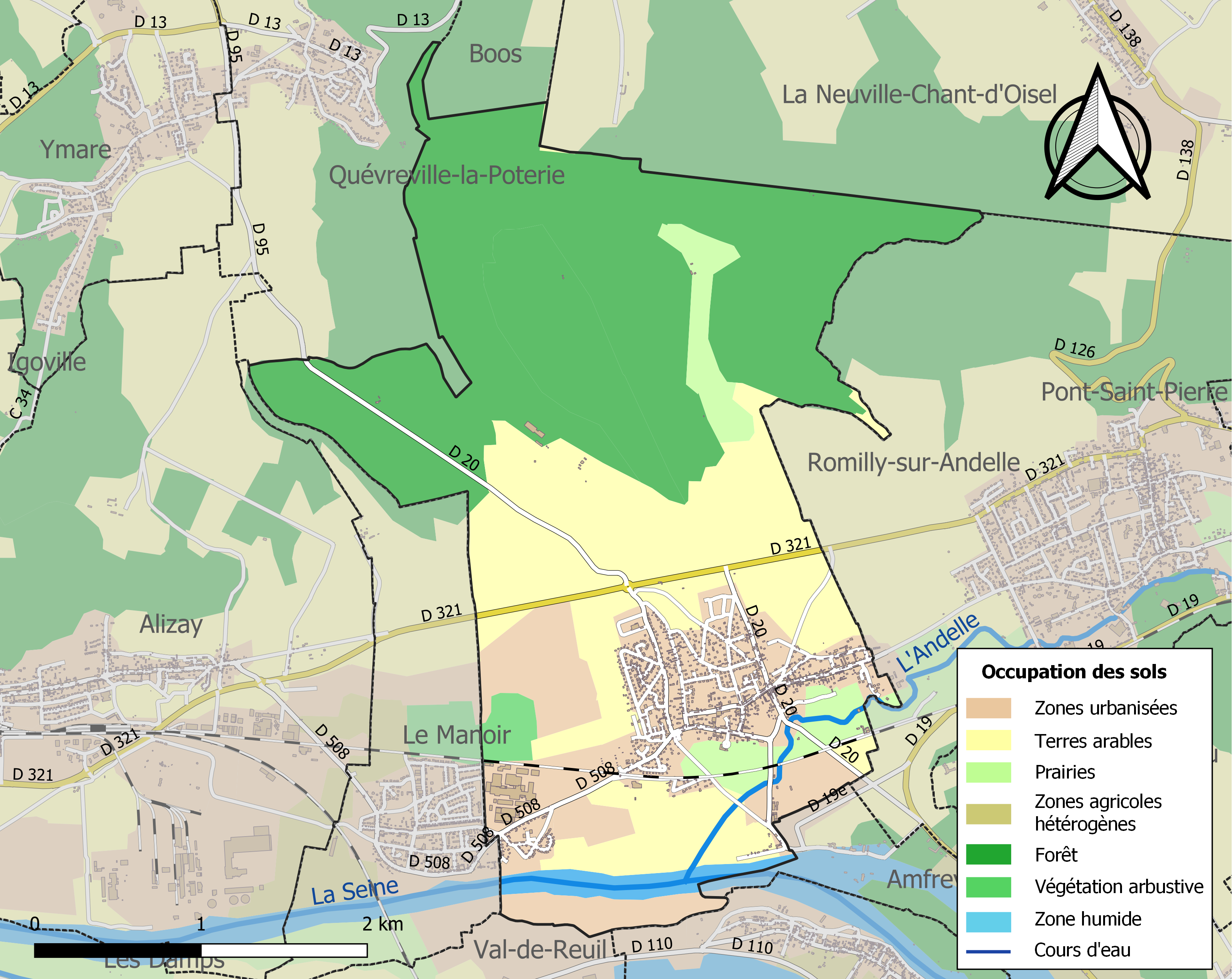
Kaart van de gemeente met belangrijkste infrastructuur, bodemgebruik en omliggende gemeenten

## Demografie
Onderstaande figuur toont het verloop van het inwonertal (bron: INSEE-tellingen).